# Gaya (prénom)
Pour les articles homonymes, voir Gaya.
Gaya est un prénom berbère masculin, donné beaucoup en Kabylie en référence au roi Gaya père de Massinissa.

## Personnalités
- Gaya Merbah (1994-), un footballeur.